# George Maltese

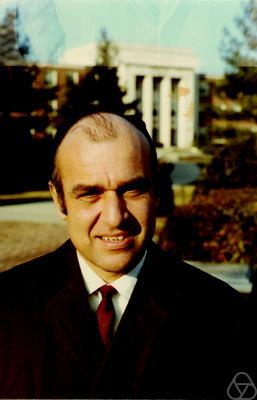
George Maltese 1970

George John Maltese (* 24. Juni 1931 in Middletown, Connecticut; † 23. Oktober 2009 ebenda) war ein amerikanischer Mathematiker, der sich insbesondere mit Problemen der Funktionalanalysis beschäftigte.

## Leben
Von 1949 bis 1953 studierte Maltese an der Wesleyan University in seiner Heimatstadt Middletown. Dort erwarb er seinen ersten akademischen Grad (Bachelor of Arts, B.A.) in Mathematik. 1953–1954 setzte er sein Studium als Fulbright Fellow an der Goethe-Universität Frankfurt am Main fort. An der Yale University (New Haven, Connecticut), wo er seit 1956 studierte, wurde er 1960 mit der von Cassius Ionescu-Tulcea betreuten Dissertation „Generalized Convolution Algebras and Spectral Representations“ zum Ph. D. promoviert. Nach einem Forschungsaufenthalt als NATO-Fellow von 1960 bis 1961 an der Universität Göttingen und einer Lehrtätigkeit am Massachusetts Institute of Technology (MIT) in Cambridge (USA) wurde er 1963 an die University of Maryland (College Park, Maryland) berufen. Dort wirkte er mit Unterbrechungen durch Gastprofessuren an der Universität Frankfurt (1966/67 und 1970/71) bis 1973, ab 1969 als Full Professor.
Im Jahr 1973 folgte Maltese einem Ruf als ordentlicher Professor an die Universität Münster, wo er bis zu seiner Emeritierung 1996 lehrte. Schwerpunkte seiner mathematischen Forschung im Bereich der Funktionalanalysis waren die Harmonische Analyse, die Theorie der Banach-Algebren, die Integraldarstellungstheorie in konvexen Mengen und die Korovkin-Theorie.
Gastprofessuren führten ihn zudem 1970/71 an die Universität Palermo, 1979 an die Universität Bari, 1977 an die Universität Kuwait, 1988/89 an die Universität Bahrein und 1990/91 an die Universität Oman.
Seit 1987 war Maltese Mitglied der Accademia nazionale di scienze, lettere e arti di Palermo. Nach seiner Emeritierung kehrte er in seine Heimatstadt Middletown zurück, wo er bis 2009 an der Wesleyan University wissenschaftlich tätig blieb.
Maltese war seit 1956 mit Marlene Kunz verheiratet und hatte einen Sohn und eine Tochter.

## Publikationen (Auswahl)
- Convex ideals and positive multiplicative forms in partially ordered algebras. In: Math. Scand. 9, 1961, S. 372–382.
- Spectral representations for solutions of certain abstract functional equations. In: Compos. Math. 15, 1961, S. 1–22.
- Spectral representations for some unbounded normal operators. In: Trans. Am. Math. Soc. 110, 1964, S. 79–87.
- mit R. S. Bucy: Extreme positive definite functions and Choquet’s representation theorem. In: J. Math. Anal. Appl. 12, 1965, S. 371–377.
- mit R. S. Bucy: A representation theorem for positive functionals on involution algebras. In: Math. Ann. 162, 1966, S. 364–367.
- Multiplicative extensions of multiplicative functionals in Banach algebras. In: Arch. Math. 21, 1970, S. 502–505.
- On Bauer’s characterization of extreme points. In: Math. Ann. 184, 1970, S. 326–328.
- Extensions of pure states in normed spaces. In: Rend. Circ. Mat. Palermo, II. Ser. 25, 1976, S. 83–88.
- Convexity methods and the Choquet boundary in Banach algebras. In: Boll. Unione Mat. Ital. V. Ser., A 15, 1978, S. 131–136.
- Integral representation theorems via Banach algebras. In: Enseign. Math. II. Sér. 25, 1979, S. 273–284.
- A remark on the existence of nonannihilating vectors and functionals in normed spaces. In: Boll. Unione Mat. Ital. V. Ser., A 17, 1980, S. 128–130.
- Prime ideals are dense in maximal ideals of continuous functions. In: Rend. Circ. Mat. Palermo, II. Ser. 30, 1981, S. 50–52.
- Extreme points of intervals in C * -algebras. In: Arch. Math. 45, 1985, S. 354–358.
- A simple proof of the fundamental theorem of finite Markov chains. In: Am. Math. Mon. 93, 1986, S. 629–630.
- mit Gerd Niestegge: A linear Radon-Nikodým type theorem for C * -algebras with applications to measure theory. In: Ann. Sc. Norm. Super. Pisa, Cl. Sci., IV. Ser. 14, No. 2, 345–354
- mit Regina Wille-Fier: A characterization of homomorphisms in certain Banach involution algebras. In: Stud. Math. 89, No. 2, 1988, S. 133–143.
- Extreme positive functionals and ideals of finite codimension in commutative Banach * -algebras. In: Atti Semin. Mat. Fis. Univ. Modena 39, No. 2, 1991, S. 569–580.
- A representation theorem for positive functionals on involution algebras (revisited). In: Boll. Unione Mat. Ital. VII. Ser., A 8, No. 3, 1994, S. 431–438.
- Some remarks on the Riesz representation theorem in Hilbert space. In: Boll. Unione Mat. Ital. VII. Ser., B 11, No. 4, 1997, S. 903–907.
- The role of convexity in existence theorems for invariant and hyperinvariant subspaces in Hilbert spaces. In: Rend. Circ. Mat. Palermo. II. Ser. 49, No. 2, 2000, S. 381–390.